# ホール郡 (テキサス州)
ホール郡 (ホールぐん、英: Hall County) は、アメリカ合衆国テキサス州にある郡。2005年の推定人口は3,700人で、郡庁所在地はメンフィス (Memphis)である。郡名は、テキサス共和国の軍事長官を務めたウォーレン・D・C・ホールに因んだものである。
郡内の都市ターキー (テキサス州)は、ウェスタン・スウィング奏者のボブ・ウィリスが生まれた地であり、4月の最終土曜日にボブ・ウィリス・フェスティバルが開催される。また、ブルース歌手のブルース・ボーイ・ウィリー、（本名ウィリアム・ダニエル・マクフォールズ）やアメリカ合衆国下院議員のウィリアム・マック・ソーンベリーもホール郡出身者である。
郡内には一時期、チャールズ・グッドナイトとジョン・ジョージ・アデールが設立したJA大牧場があり、6郡にも跨る広大なものであった。また、牧場を経営しているミニー・ルー・ブラッドレーは、チルドレス郡にあるブラッドレー3号牧場の住所をホール郡のものにするよう求めている。

## 地理
アメリカ合衆国統計局
によると、この郡は総面積2,342 km2 (904 mi2) である。このうち2,339 km2 (903 mi2) が陸地で、3 km2 (1 mi2) が水地域である。総面積の0.11%が水地域となっている。

### 主な幹線道路
- 国道287号線
- 州道70号線
- 州道86号線
- 州道256号線

### 隣接する郡
- ドンリー郡（北）
- コリングズワース郡（北東）
- チルドレス郡（東）
- コットル郡（南東）
- モトリー郡（南）
- ブリスコ郡（西）

## 人口動静

ホール郡の人口ピラミッド

2000年現在の国勢調査で、この郡は3,782人、1,548世帯、及び1,013家族が暮らしている。人口密度は2/km2 (4/mi2) で、1/km2 (2/mi2) の平均的な密度に1,988軒の住居が建っている。この郡の人種的構成は白人71.97%、アフリカン・アメリカン8.22%、先住民0.53%、アジア系0.16%、その他の人種17.90%、及び混血1.22%で、人口の27.50%がヒスパニックまたはラテン系である。
1,548世帯のうち、28.20%は18歳未満の子供と暮らしており、53.70%は夫婦で生活している。9.00%は未婚の女性が世帯主であり、34.50%は家族以外の住人と同居している。32.40%は独身の居住者が住んでおり、19.60%は65歳以上で独居である。1世帯あたりの平均人数は2.42人であり、家庭の場合は3.06人である。
郡内の住民は27.20%が18歳未満の未成年、18歳以上24歳以下が6.80%、25歳以上44歳以下が22.10%、45歳以上64歳以下が22.40%、及び65歳以上が21.50%にわたっている。中央値年齢は40歳である。女性100人ごとに対して男性は91.70人いて、18歳以上の女性100人ごとに対して男性は86.50人いる。
この郡の世帯ごとの平均的な収入は23,016米ドルであり、家族ごとでは27,325米ドルである。男性の22,167米ドルに対して女性は19,050米ドルの平均的な収入がある。この郡の一人当たりの収入 (per capita income) は13,210米ドルである。人口の26.30%及び家族の21.60%は貧困線以下である。18歳未満の39.80%及び65歳以上の16.30%は貧困線以下の生活を送っている。

## 都市及び町
- エステリニー（en:Estelline, Texas）
- レイクビュー（en:Lakeview, Texas）
- メンフィス（en:Memphis, Texas）
- ターキー（en:Turkey, Texas）